# Координационная сфера

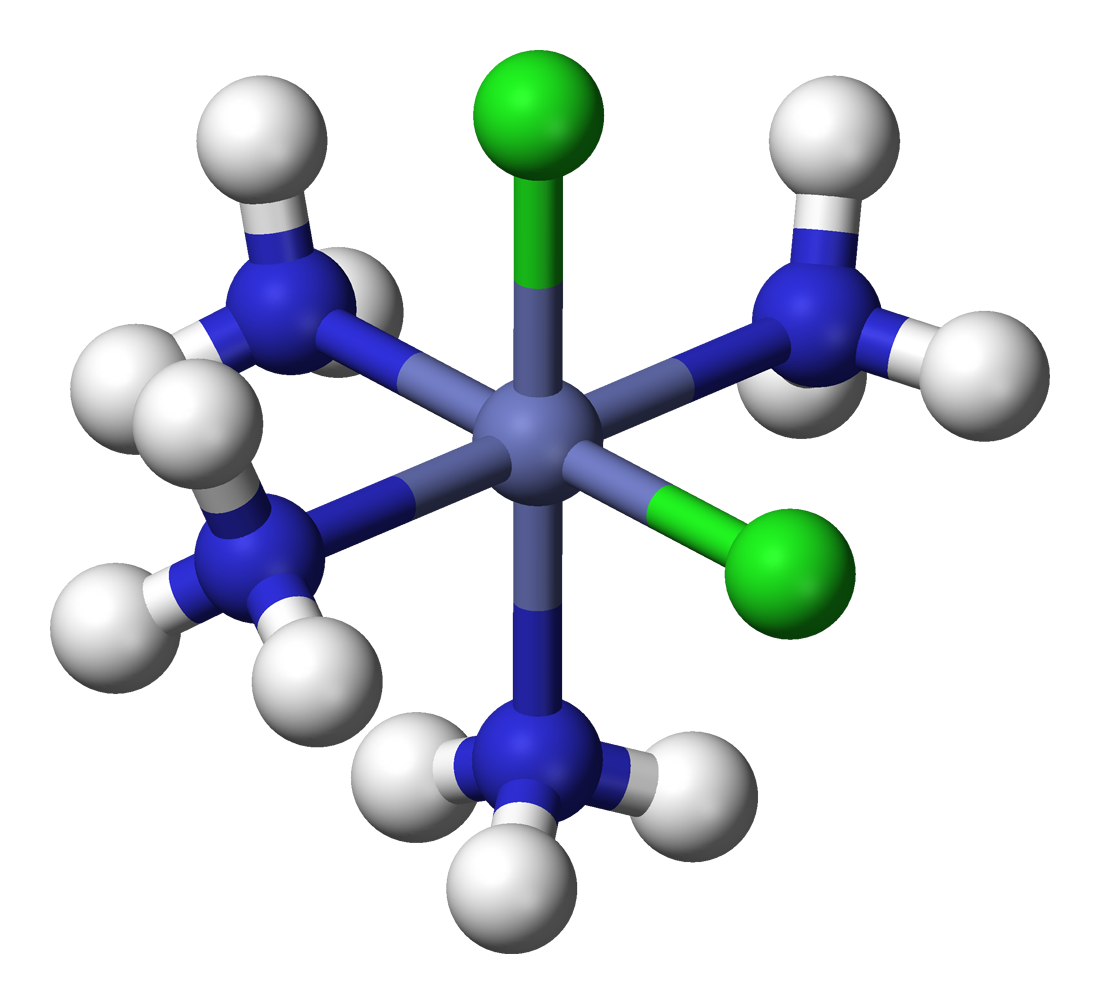
цис-[CoCl_{2}(NH_{3})_{4}]^{+}. Помеченные синим и зеленым цветом атомы образуют координационную сферу вокруг иона кобальта

В координационной химии к координационной сфере относятся атомы или ионы, вокруг которых присутствует массив молекул, анионов или лигандов. Молекулы, которые присоединяются нековалентно с лигандами, называют второй координационной сферой.

## Вторая координационная сфера
Ко второй координационной сфере относятся молекулы, которые присоединяются нековалентно с лигандами, которые занимают первую координационную сферу. Эти молекулы, как правило, являются растворителями. Взаимодействия между первой и второй координационными сферами обычно включают между собой водородные связи. Для положительно заряженных комплексов, ионное соединение имеет важное значение. Признаки растворителей выражены в комплексах, где лиганды находятся в первой координации, с сильной связью доноров и акцепторов водорода, например, [Co(NH3)6]3+ и [Fe(CN)6]3−. Краун-эфиры соединяются с полиаминными комплексами через их вторые координационные сферы.

## Примеры связей

Хлорид гексааминокобальтата(II)

В хлориде гексааминокобальтата(II) (химическая формула [Co(NH3)6]Cl3) катион кобальта с шестью лигандами аммиака представляют собой первую координационную сферу.